# Saint-Maclou-de-Folleville
Saint-Maclou-de-Folleville település Franciaországban, Seine-Maritime megyében. Lakosainak száma 609 fő (2022. január 1.). Saint-Maclou-de-Folleville Fresnay-le-Long, Montreuil-en-Caux, Saint-Denis-sur-Scie, Saint-Victor-l’Abbaye, Tôtes, Varneville-Bretteville és Vassonville községekkel határos.

## Népesség
A település népessége az elmúlt években az alábbi módon változott:
| Lakosok száma | 640  | 646  | 651  | 632  | 626  | 620  | 619  | 614  | 609  |
|               | 2013 | 2015 | 2016 | 2017 | 2018 | 2019 | 2020 | 2021 | 2022 |